# 靈魂奇遇記
是皮克斯动画工作室制作、华特迪士尼影片发行的2020年美国计算机动画奇幻喜剧剧情片。电影由皮特·多克特与凯普·鲍尔斯执导，傑米·福克斯配音的中学音乐教师乔伊·高纳在中学教音乐，很不容易才获得上台表演爵士乐的机遇，但马上就意外身亡，他心有不甘，千方百计想把灵魂归位复生。蒂娜·菲为对人生极其悲观的灵魂“22”配音，意外卷入高纳的行动后尝试理解人生意义。
影片2020年10月11日在倫敦影展首映，原计划11月20日开始院线发行，但因新冠病毒疫情推迟，12月25日才经Disney+发布流媒体，只在没有流媒体的国家影院上映。截至2021年7月中旬，《心灵奇旅》全球票房约1.19亿美元。電影在影評界獲得不俗的口碑，其中尤其以製作、動畫視覺特效、場景設計、故事、人物和音樂備受好評。本作同時是皮克斯首部以黑人主角為特色的電影。

## 劇情
喬·賈德納（Joe Gardner）人過中年仍抱有在爵士樂隊擔任鋼琴手的夢想，卻懷才不遇，只能在紐約一所國中擔任兼職音樂教師。一日，透過以往學生阿寇（Curley）的引薦，喬得到與薩克斯風手桃樂絲·威廉姆斯（Dorothea Williams）面試的機會。桃樂絲對於喬渾然忘我的即興演出印象深刻，同意他晚上來二分音符酒吧參加樂團表演。喬深感自己夢想即將成真，在狂喜之下衝出街道，然而大意掉進人孔重傷昏迷。當喬恢復意識時，發現自己瀕臨死亡邊緣，成為一個靈魂，身在名為作古畢業班（Great Beyond）的空間，三位靈魂告知喬此處是靈魂的終點，隨後消失於空間盡頭的白光，見到此景的喬陷入恐懼，朝邊界奮力掙扎，意外落入名為投胎先修班（Great Before）的空間，亦稱作人生研討會（The You Seminar）。
空間管理者傑瑞（Jerry）告訴喬，此處空間為新生靈魂被分配各種性格的地方，新生靈魂會透過傳送門降生地球。喬還未聽完介紹便急不可耐跳下傳送門，卻屢屢在落下地球途中被傳送門送回。喬為了瞞過多位傑瑞，偷取名牌假扮為一位靈魂導師比永·波根森，潛入人生研討會說明課程了解回到地球的方式，傑瑞解釋新生靈魂除了要體驗多種性格，還能透過萬物堂（Hall of Everything）嘗試各種技能以找到自己生命的火花（Spark），而火花便是獲得前往地球的通行證關鍵，隨後將一位憤世忌俗的靈魂22號分配給喬，希望喬身為靈魂導師能協助22號得到火花接受轉生。喬寄希望於自己能讓22號獲得火花，這樣他才能借用22號的通行證返回地球，以準時參加桃樂絲的表演。22號向喬吹噓自己曾讓無數導師失望，包括修女、穆罕默德·阿里、瑪莉王妃、林肯、榮格、阿基米德等歷史偉人，在喬帶著22號在萬物堂體驗多種技能皆失敗後，傑瑞欲將喬送回作古畢業班，22號由於好奇喬為何對一事無成的人生如此渴望，主動阻止傑瑞，答應繼續協助喬。22號接著帶喬前往人類精神與身體之間的領域（The Zone）尋找月風（Moon Wind）幫忙，當人類陷入忘我的境界時靈魂會投射在此處，而那些迷失的人類靈魂將變得面目可憎遊蕩在領域中。在險些遭到迷失靈魂攻擊後，月風一行人駕船出現，將靈魂淨化。月風告訴喬自己雖在地球擁有肉體，但每個星期二都使自己陶醉於忘我境界，讓靈魂進入領域，協助其他迷失的靈魂。在月風的協助下，喬藉著冥想與昏迷的身軀產生連結，喬興奮之餘不小心與22號透過時空通道掉回地球，22號意外發現自己進入喬的體內，而喬反倒寄身於一隻療養用寵物貓的身體。與此同時，負責掌管靈魂數量的會計師泰瑞（Terry）發現喬冒充比永·波根森逃離死亡，主動請纓前去地球要把喬帶回。
剛適應新身體的喬與22號笨拙地逃出醫院，希望找到同樣肉體身在紐約的月風協助。起初，22號對嘈雜的紐約街頭恐懼不已不願前進，喬偷來一片披薩給22號品嘗，首次嘗到食物美味的22號同意繼續與喬前行，並找到在街頭雜耍的月風，月風告訴二人若想互換靈魂，須在傍晚六點半來找他進行交換儀式方能成功。在時間到來之前，喬匆忙帶著22號回家梳洗，做好晚間演出的準備，此時喬的學生康妮（Connie）來訪，向身在喬體內的22號抱怨自己想放棄長號，然而目睹康妮放棄前的最後一段演出後，22號受到康妮對長號的熱愛深深震撼，鼓勵康妮繼續嘗試，22號也對人生有更多興趣。隨後，由於喬在幫22號修理髮際線時意外剃壞髮型，於是帶著22號去找理髮師老戴（Dez）救援，理髮時22號與老戴和其他顧客無話不談，老戴提到自己曾經的夢想是做一名獸醫，後來因照顧女兒放棄夢想，選擇做理髮師餬口，不過仍滿足於現在的生活，喬聽完後陷入深思。路上，由於22號不經意將西裝褲撐破，喬只得帶22號找作為裁縫師的母親（Libba Gardner）求助，喬的母親拒絕喬與22號的請求，極力反對喬追逐爵士樂手的夢想，原因是喬與父親為了夢想奔波卻換來經濟拮据的生活，心意已決的喬透過22號之口轉述自己的想法，終於打動母親，母親拿出當年父親的西裝讓22號穿著，身在貓咪體內的喬向母親傳達無言的感謝。傍晚時分，22號目睹一枚美麗的楓屬種子陶醉其中，經過一天的體驗愛上作為人生活的感覺，相信或許走路、仰望天空皆能是自己的人生目標，喬反駁道這並非人生目標，不過是尋常生活而已，正當月風即將為兩人互換靈魂時，22號反悔逃走，喬於追逐途中與22號落入泰瑞的陷阱，一同被擒回人生研討會。
喬怒斥22號不守約定，同時驚訝地發現22號於不知不覺中已然擁有火花，得到通往地球的通行證。傑瑞同意在把喬帶向作古畢業班之前，讓喬與即將前往地球投胎的22號道別，在22號臨行前喬仍忿忿不平批判22號的火花是透過自己的身體獲得，並不屬於22號，22號怒將通行證擲向喬，躲進忘我領域自暴自棄。喬仍好奇22號究竟是明白何種人生目標獲得火花，傑瑞卻告訴喬，火花不代表人生目標或志向，喬聽完後仍迷惑不解，帶著22號的通行證偷偷返回地球。回到自己身體的喬匆忙趕往二分音符酒吧，如願與桃樂絲展開一場精采的爵士演出，桃樂絲徹底打消對喬的懷疑，認可喬加入她的爵士樂隊，來捧場的母親也為喬獻出喝采。晚間眾人散去，喬向桃樂絲感嘆，自己一路兢兢業業追逐夢想，但完成夢想之時反而沒有想像中來得欣喜，桃樂絲以一段寓言故事回應喬：曾經有條小魚游到大魚身邊，詢問大魚海洋在何處，大魚告訴小魚你已身在海洋中，小魚反回這並不是海洋，僅僅只是水罷了。喬若有所思地返回家中，拿出22號白天冒險一路撿拾的小物品，其中包含那枚楓樹種子，此時喬靈感湧現開始演奏鋼琴，隨著人生跑馬燈歷歷在目，理解到自己人生中無數美好的瞬間都代表著生命的火花，流下感動的淚水。
頓悟後的喬再度彈起鋼琴，使自己的靈魂進入忘我領域，在此與月風重逢。月風告訴喬，22號由於體驗過人生有了執著，已經變成迷失靈魂，兩人嘗試將22號追回，但失控的22號能力強大，不僅擊沉月風的船隻，更撞進人生研討會大鬧，過程中喬意外被22號吞噬。在22號體內，喬目睹無數22號過去的導師的幻影，不斷用惡毒的言語辱罵22號，喬拿出幻化的楓樹種子破除幻影，在兩人意識交流中，喬告訴22號火花並非是特定的人生目標，而是當你準備好活出人生時便能獲得，受到鼓舞的22號因此回復原狀。塵埃落定後，喬將通行證歸還予22號，讓其能順利前往地球展開新人生，22號出發前帶有一絲猶疑，喬雖然明白自己會被送回，仍陪伴22號走完最後一程，而22號於落下地球途中與喬默默道別。喬按照原先安排將被送往作古畢業班，此時傑瑞出現，感謝喬的努力激勵了他們所有人，傑瑞藉著偷撥泰瑞計算靈魂數字的算盤，讓喬得以離開作古畢業班，擁有重返人間的機會，在臨行前傑瑞詢問喬會怎麼度過人生，喬表示自己往後將珍惜生活中的每分每秒。

## 角色
| 配音                                                                  | 配音                        | 配音                        | 配音             | 角色                                 |
| 美國                                                                  | 台灣                        | 香港                        | 中国大陆         | 角色                                 |
| --------------------------------------------------------------------- | --------------------------- | --------------------------- | ---------------- | ------------------------------------ |
| 傑米·福克斯                                                           | 林谷珍                      | 鄭中基                      | 图特哈蒙         | 喬·賈德納（Joe Gardner）             |
| 蒂娜·費                                                               | 杜素真                      | 王菀之                      | 杨晨             | 22號（22）                           |
| 葛雷漢·諾頓                                                           | 夏治世                      | 龍天生                      | 高增志           | 月風（Moonwind）                     |
| 瑞秋·豪斯                                                             | 姜瑰瑾                      | 邵美君                      | 张丽敏           | 泰瑞（Terry）                        |
| 艾莉絲·布拉加 理查德·艾歐阿德 韋斯·斯塔蒂 福圖·費斯特 澤諾比婭·謝羅夫 | 張乃文 官志宏 王希華 龍顯蕙 | 楊詩敏 高翰文 李家輝 葉嘉敏 | 刘芊含 张磊 藤新 | 傑瑞（Jerry）                        |
| 菲麗西亞·拉沙德                                                       | 崔幗夫                      | 謝月美                      | 林兰             | 莉芭·賈德納（Libba Gardner）         |
| 唐尼爾·羅林斯                                                         | 陳幼文                      | 周偉強                      | 李楠             | 老戴（Dez）                          |
| 奎斯特拉夫                                                            | 馬伯強                      | 盧富泰                      | 陈喆             | 阿寇（Curly）                        |
| 安琪拉·貝瑟                                                           | 汪世瑋                      | 劉雅麗                      | 晏积瑄           | 桃樂絲·威廉姆斯（Dorothea Williams） |
| 戴維德·迪格斯                                                         | 張至超                      | 周凱榮                      | 瞳音             | 保羅（Paul）                         |

## 製作

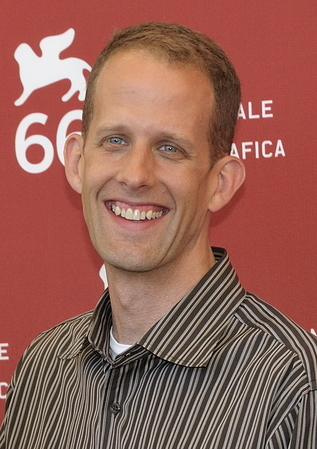
彼特·達克特的照片

2016年初，迪士尼宣佈彼特·達克特正在製作一部新電影。2018年6月，達克特在接替約翰·拉薩特成為皮克斯動畫工作室首席創意官後仍計劃完成他的電影。2019年6月，皮克斯宣佈該片名為《Soul》，由達克特執導、達納·莫瑞製片。電影將從紐約市走到宇宙冒險。2019年8月，宣佈傑米·福克斯、蒂娜·費、奎斯特拉夫、菲麗西亞·拉沙德和戴維德·迪格斯將擔任主要配音員，而該片將是皮克斯首部以非裔美國人為主角的電影。2020年3月，安琪拉·貝瑟宣佈自己加盟了本片的配音陣容。2020年5月，本片的聯合導演肯普·包沃斯宣佈理查德·艾歐阿德加盟配音陣容。

## 獎項
《心灵奇旅》上映后的口耳相传声誉极佳，获众多荣誉肯定，其中大部分是动画或音乐奖项。电影在第48届安妮奖入围十项，拿下最佳动画片、最佳特效、最佳角色动画奖。影片在第一届评论家选择超级奖获最佳动画片奖，福克斯与菲均因配音获奖。《心灵奇旅》入围九项有色人种进步协会形象奖，胜出四项，其中配乐占两项。影片还在第93屆奧斯卡金像獎入围最佳音效等三项，赢得最佳原创配乐和最佳动画长片奖。

## 發行
《靈魂奇遇記》原定於2020年6月19日在美國上映。2020年6月，由於受冠狀病毒疫情影響，本片延期至2020年11月20日在美國上映。2020年10月8日，迪士尼宣佈該片取消院線上映，改為直接上線Disney+，与《花木蘭》不同的是，該片不需要額外付費，而是允許所有訂閱用戶免費觀看。該片也是皮克斯自成立以來第一部放棄部分地區院線的原创電影。

### 評價
评论汇总网站爛番茄搜集的360篇评论认可度达95%，网站共识写道：「一部令人沉思且赏心悦目的电影，《灵魂奇遇记》证明皮克斯提供全年龄娱乐的功力仍未减弱」，排名該網站2020年度最高評價動畫電影榜首。Metacritic根据55篇评论计算的加權平均數为83（最高100），代表“普遍好评”。
2020年12月，《時代雜誌》列出50部在串流媒體撥放適合闔家觀賞的電影（英語：Family Movies）佳片，本片榜上有名。電影在爛番茄於2023年2月整理出60部黑人電影的排行榜中位居第6名。

### 票房
中国大陆收获3.75亿人民币。
| 上一届： 《神力女超人1984》 | 2021年台北週末票房冠軍 第1-5週  | 下一届： 《角頭－浪流連》 |
| 上一届： 《拆彈專家2》      | 2021年香港一週票房冠軍 第9-10週 | 下一届： 《一秒拳王》     |